# 유열의 음악앨범
"유열의 음악앨범"은 2019년 8월 28일에 개봉한 대한민국의 영화이다. KBS 제2FM의 프로그램인 "음악앨범"에서 모티브를 딴 영화이다.

## 캐스팅
- 김고은 : 김미수 역
- 정해인 : 차현우 역
- 박해준 : 종우 역
- 김국희 : 최은자 역
- 정유진 : 현주 역
- 최준영 : 태성 역
- 남문철 : 우식 역
- 심달기 : 은자 딸 금이 역
- 김병만 : 방망이 역
- 이영훈 : 영팔 역
- 최준규 : 빨대 역
- 연제욱 : 기석 역
- 이유경 : 정협누나 역
- 원미원 : 헌책방 할머니 역
- 홍성덕 : 헌책방 김씨 역
- 권은수 : 인쇄공장 회계 권은수 역
- 윤대열 : 인쇄공장 상사 윤대열 역
- 김현 : 인쇄공장 퇴사직원 김현숙 역
- 권혁 : 권피디 역
- 나철 : 엔지니어 역
- 이미라 : 이 작가 역
- 허지나 : 허 편집 부장 역
- 박기량 : 박 편집 팀장 역
- 윤상정 : 윤 알바 역
- 곽민석 : 수제비집 주인 역
- 장세원 : 장 조교 역
- 김대곤 : 부동산 주인 역
- 김도영 : 세입자 역
- 강민지 : 유치원 선생님 역
- 유성주 : 유PT 역
- 한성용 : 한PT 역
- 유현준 : PT 팀장 역
- 이원섭 : 이 매니저 역
- 유병선 : 유 채권자 역
- 김지안 : 김 채권자 역
- 박세현 : 은자 딸 친구 세미 역
- 김중기 : 취객 김과장 역
- 박지연 : 화장품 매장점원 역
- 홍사빈 : 정협 역
- 송덕호 : 이사 주민 역
- 황재열 : 황 형사 역
- 이정진 : 질문 고등학생 정예 역
- 현예빈 : 박수치는 고등학생 미연 역
- 김도연 : 쪽지 고등학생 지현 역
- 정효림 : 수줍은 고등학생 영미 역
- 변주현 : 변 작가 역
- 이서한 : 군인 역
- 심규식 : 영화 동아리 회장 역
- 이찬희 : 영화 동아리 부회장 역
- 윤재국 : 태권도 사범 역

특별출연
- 유열 : 유열 역

## 수상 목록
- 2020년 제29회 부일영화상 최우수 감독상 (정지우)
- 2020년 제29회 부일영화상 음악상 (연리목)

## 같이 보기
- 2019년 대한민국의 영화 목록